# Щирецьке водосховище

руслове
Щирецьке водосховище (також місцева назва озеро Наварія) — водосховище на річці Щирка (басейн Дністра), що було побудоване в 1949 році. Розташоване в селі Наварія Львівського району. Тип водосховища — руслове. Вид регулювання стоку — багаторічне.
Середня глибина — 3,60 м, максимальна — 7,80 м. Довжина — 4,7 км, найбільша ширина — 0,42 км.
Щирецьке водосховище знаходиться на балансі Львівської ТЕЦ-1. Головним призначенням водосховища є регулювання стоку річки Щирка та наповнення систем технічного водопостачання Львівської ТЕЦ та інших підприємств. Одночасно водосховище використовується як зона відпочинку, а також для любительської рибалки та рекреації.
З 1974 року тут працює дитячо-юнацька школа олімпійського резерву «Веслярик». Її вихованці були призерами всеукраїнських змагань, учасниками чемпіонатів світу, Європи та Олімпійських ігор. На озері проводилися всесоюзні (до 1992 року) та всеукраїнські змагання, чемпіонати Львівської області з веслування на байдарках і каное.